# Liga Nacional de Fútbol Femenino de Venezuela 2017
La temporada 2017 de la Liga Nacional Femenino de Venezuela es la 14.ª edición del Campeonato Venezolano de Fútbol Femenino amateur desde su creación en el 2004. El torneo lo organiza la Federación Venezolana de Fútbol. A partir de este año, deja de ser el principal torneo de fútbol femenino de Venezuela, debido a la creación, por mandato de la CONMEBOL, del torneo profesional, llamado Superliga Femenina de Venezuela.
Estudiantes de Guárico, campeón vigente, no defenderá su título porque decidió participar en el torneo profesional. Un total de 36 equipos participan en la competición.

## Modalidad
El campeonato originalmente se dividía en dos torneos: Apertura y Clausura. A su vez, cada torneo tiene dos fases: en la primera fase, los clubes se dividen en seis grupos, integrados por cinco, seis y siete equipos respectivamente. Luego de jugar todos contra todos, los dos primeros de cada grupo clasificarán a la segunda etapa, de tipo eliminatorio. Juegan así tres rondas eliminatorias hasta decidir la final.
Las campeonas de la temporada se decide en una final que enfrenta al campeón del Apertura y el Clausura, excepto que un mismo equipo se corone en ambos torneo, la cual implicaría el campeonato automático.

## Datos de Equipos
| Club                      | Ciudad            | Entrenador | Estadio                                |
| ------------------------- | ----------------- | ---------- | -------------------------------------- |
| Cacherosas FC             | Isla de Margarita |            | C.D. Nueva Esparta                     |
| Escuela Mejias            | Aragua de Maturín |            | Cancha Centro Español                  |
| Sulmona FC                | Maturín           |            | Cancha Alterna Monumental de Maturín   |
| Academia Fariña           | Punta de Mata     |            | Estadio Campo Rojo                     |
| Academia Hermanos Páez    | Puerto La Cruz    |            | Estadio Parque Andrés Eloy             |
| Margarita FC (femenino)   | Isla de Margarita |            | C.D. Nueva Esparta                     |
| Deportivo La Guaira FC    | Los Teques        |            | Polideportivo El Paso "Arnaldo Arocha" |
| UCV FC                    | Caracas           |            | Olímpico de la UCV                     |
| Instituto Pedagógico      | Caracas           |            | Pedagógico de Caracas                  |
| Atlético SC               | Guarenas          |            | Oropeza Castillo                       |
| Macarao FC                | Caracas           |            | La Gran Parada                         |
| Centro Hispano Venezolano | Maracay           |            |                                        |
| Casa Portuguesa           | Maracay           |            | Casa Portuguesa                        |
| Dvo. Paso Las Negras      | San Carlos        |            |                                        |
| Real Dvo. Sucre           | San Carlos        |            | Club Canario                           |
| Pablo Robledo             | San Carlos        |            | Estadio Municipal                      |
| Atlético Yara             | San Felipe        |            | Estadio Florentino Oropeza             |
| Atlético Nirgua           | Nirgua            |            | Polideportivo Nirgua                   |
| ACEFUT                    | Valencia          |            |                                        |
| Dvo. Alianza FC           | San Carlos        |            |                                        |
| Máximo Viloria            | Barquisimeto      |            | Polideportivo Máximo Viloria           |
| Deportivo Lara            | Cabudare          |            | Polideportivo Aquilino Juárez          |
| Las Heroínas de Falcon    | Punto Fijo        |            |                                        |
| Atlético Guanare          | Guanare           |            | Rafael Calles Pinto                    |
| Acad Puerto Cabello       | Puerto Cabello    |            | Complejo Deportivo Vistamar            |
| Melba Jauregui FC         | San Cristóbal     |            |                                        |
| EF Granate Sport          | San Joaquín       |            |                                        |
| Fuceva                    | Maracay           |            | Cancha Escuela de Aviación             |
| Fund Caña Fistola FC      | Calabozo          |            | Polideportivo Calabozo                 |
| La Trinidad               | Maracay           |            | Cancha La Trinidad                     |
| Atlántico FC              | Maracay           |            |                                        |
| EFM Juan Arango           | La Victoria       |            | Rodolfo Nieto                          |
| Club Campo Alegre         | S.F. de Apure     |            | Polideportivo San Fernando             |
| Raúl Leoni FC             | S.F. de Apure     |            | Polideportivo San Fernando             |

## Apertura 2017
Resultados oficiales de la Liga Nacional de Fútbol Femenino de Venezuela 2017. de 8 abril al 20 de agosto

### Grupo Oriental
|   | Equipo                 | JJ | JG | JE | JP | GF | GC | DG  | PTS |
| - | ---------------------- | -- | -- | -- | -- | -- | -- | --- | --- |
| 1 | Real Amistad FC        | 12 | 7  | 4  | 1  | 23 | 11 | 12  | 25  |
| 2 | Margarita FC           | 12 | 7  | 2  | 3  | 25 | 11 | 14  | 23  |
| 3 | Cacherosas FC          | 12 | 7  | 2  | 3  | 30 | 20 | 10  | 23  |
| 4 | Academia Hermanos Páez | 12 | 6  | 4  | 2  | 30 | 15 | 15  | 22  |
| 4 | Sulmona FC             | 12 | 6  | 1  | 5  | 31 | 18 | 13  | 19  |
| 6 | Academia Fariña        | 12 | 2  | 1  | 9  | 14 | 30 | -16 | 7   |
| 7 | Escuela Mejias         | 12 | 0  | 0  | 12 | 03 | 52 | -49 | 00  |

| Apertura 2017          | AFA | AHP | CFC | MRG | PAM | RAM | SUL |
| Academia Fariña        | X   | 1-2 | 0-3 | 0-4 | 9-1 | 0-0 | 0-3 |
| Academia Hermanos Páez | 4-0 | X   | 1-1 | 3-2 | 7-0 | 2-2 | 2-2 |
| Cacherosas FC          | 2-0 | 2-4 | X   | 2-3 | 3-0 | 2-2 | 2-4 |
| Margarita FC           | 3-0 | 1-1 | 3-1 | X   | 3-0 | 1-1 | 1-2 |
| Antonio Mejía          | 1-2 | 0-4 | 0-3 | SUS | X   | 0-3 | 1-6 |
| Real Amistad           | 3-0 | 2-1 | 2-3 | SUS | 2-0 | X   | 2-1 |
| Sulmona FC             | 4-2 | 1-2 | 3-4 | 0-1 | 3-0 | 0-1 | X   |

### Grupo Central I
|   | Equipo                    | JJ | JG | JE | JP | GF | GC | DG  | PTS |
| - | ------------------------- | -- | -- | -- | -- | -- | -- | --- | --- |
| 1 | UCV FC                    | 12 | 9  | 1  | 2  | 44 | 15 | 29  | 28  |
| 2 | Deportivo La Guaira B     | 12 | 8  | 2  | 2  | 43 | 10 | 33  | 26  |
| 3 | Casa Portuguesa           | 12 | 7  | 3  | 2  | 38 | 11 | 27  | 24  |
| 4 | Atlético SC               | 12 | 7  | 2  | 3  | 28 | 17 | 11  | 23  |
| 5 | Macarao FC                | 12 | 4  | 1  | 7  | 21 | 42 | -21 | 13  |
| 6 | Instituto Pedagógico      | 12 | 1  | 1  | 10 | 09 | 30 | -21 | 4   |
| 7 | Centro Hispano Venezolano | 12 | 1  | 0  | 11 | 08 | 75 | -67 | 3   |

| Apertura 2017        | ASC | CPO | CHV  | DLG  | IPC | MCR  | UCV |
| Atlético SC          | X   | 1-1 | 6-1  | 1-0  | 5-2 | 5-3  | 5-0 |
| Casa Portuguesa      | 0-0 | X   | 9-1  | 2-2  | 3-0 | 5-0  | 0-3 |
| Centro Hispano       | 0-3 | 0-8 | X    | 0-10 | 2-1 | 2-3  | 0-7 |
| Deportivo La Guaira  | 5-1 | 1-3 | 7-0  | X    | 3-0 | 10-0 | 2-2 |
| Instituto Pedagógico | 2-4 | 0-5 | 4-0  | 0-3  | X   | 1-3  | 1-2 |
| Macarao FC           | 2-0 | 0-3 | 7-0  | 0-5  | 0-0 | X    | 4-6 |
| UCV FC               | 3-0 | 3-0 | 10-1 | 1-3  | 3-0 | 5-0  | X   |

### Grupo Central II
|   | Equipo               | JJ | JG | JE | JP | GF | GC  | DG   | PTS |
| - | -------------------- | -- | -- | -- | -- | -- | --- | ---- | --- |
| 1 | CD Paso Las Negras   | 12 | 10 | 0  | 2  | 36 | 07  | 29   | 30  |
| 2 | Pablo Robledo FC     | 12 | 9  | 1  | 2  | 44 | 13  | 31   | 28  |
| 3 | Atlético Yara        | 12 | 8  | 0  | 4  | 58 | 11  | 47   | 24  |
| 4 | Atlético Nirgua      | 12 | 8  | 0  | 4  | 24 | 17  | 07   | 24  |
| 5 | Real Deportivo Sucre | 12 | 4  | 1  | 7  | 28 | 22  | 6    | 13  |
| 6 | ACEFUT               | 12 | 2  | 0  | 10 | 13 | 25  | -12  | 6   |
| 7 | Deportivo Alianza    | 12 | 0  | 0  | 12 | 00 | 108 | -108 | 0   |

| Apertura 2017        | ACE | ANI | AYA  | DAL  | PRO | PLN | RDS |
| ACEFUT               | X   | 0-1 | 0-3  | 8-0  | 1-2 | 0-1 | 0-3 |
| Atlético Nirgua      | 2-1 | X   | 0-2  | 3-0  | 5-1 | 2-1 | 1-0 |
| Atlético Yara        | 6-0 | 7-1 | X    | 19-0 | 0-1 | 0-3 | 4-0 |
| Deportivo Alianza    | 0-3 | 0-3 | 0-16 | X    | 0-7 | 0-9 | 0-6 |
| Pablo Robledo FC     | 2-1 | 4-3 | 3-0  | 3-0  | X   | 3-1 | 1-0 |
| Paso Las Negras      | 2-0 | 2-0 | 3-0  | 8-0  | 1-0 | X   | 3-1 |
| Real Deportivo Sucre | 3-0 | 1-2 | 0-1  | 6-0  | 0-6 | 1-3 | X   |

### Grupo Centroccidental I
|   | Equipo                      | JJ | JG | JE | JP | GF | GC | DG  | PTS |
| - | --------------------------- | -- | -- | -- | -- | -- | -- | --- | --- |
| 1 | Academia Puerto Cabello     | 10 | 8  | 1  | 1  | 24 | 07 | 17  | 25  |
| 2 | Deportivo Lara              | 09 | 7  | 2  | 0  | 32 | 07 | 25  | 23  |
| 3 | Melba Jauregí               | 10 | 4  | 1  | 5  | 17 | 16 | 1   | 13  |
| 4 | Atlético Guanare            | 10 | 2  | 3  | 5  | 14 | 22 | -8  | 9   |
| 5 | Heroínas de Falcón          | 9  | 3  | 0  | 6  | 13 | 22 | -9  | 9   |
| 6 | Máximo Viloria              | 10 | 1  | 1  | 8  | 06 | 32 | -26 | 4   |
| 0 | EF Granate Sport (Renunció) | 03 | 0  | 0  | 3  | 00 | 16 | -16 | 0   |

| Apertura 2017           | APC | AGU | LAR | HDF | GRS | MVI | MJA |
| Academia Puerto Cabello | X   | 3-2 | 1-1 | 3-0 | SUS | 4-0 | 3-0 |
| Atlético Guanare        | 0-1 | X   | 3-3 | 0-3 | SUS | 3-0 | 3-1 |
| Deportivo Lara          | 2-0 | 5-1 | X   | SUS | SUS | 5-0 | 3-1 |
| EF Granate Sport        | SUS | SUS | SUS | X   | SUS | SUS | SUS |
| Heroínas de Falcón      | 2-3 | 3-0 | 1-5 | SUS | X   | 3-0 | SUS |
| Máximo Viloria          | 0-3 | 1-1 | 0-9 | SUS | 5-1 | X   | 0-3 |
| Melba Jauregui          | 0-3 | 2-2 | SUS | 3-0 | SUS | 3-0 | X   |

### Grupo Centroccidental II
|   | Equipo                 | JJ | JG | JE | JP | GF | GC | DG  | PTS |
| - | ---------------------- | -- | -- | -- | -- | -- | -- | --- | --- |
| 1 | Fundación Caña Fistola | 14 | 10 | 3  | 1  | 43 | 05 | 38  | 33  |
| 2 | FUFEM Aragua           | 14 | 9  | 2  | 3  | 40 | 15 | 25  | 29  |
| 3 | E.F.A. Juan Arango     | 14 | 7  | 5  | 2  | 42 | 12 | 30  | 26  |
| 4 | Club Campo Alegre      | 14 | 8  | 1  | 5  | 34 | 19 | 15  | 25  |
| 5 | Lanceras de Apure      | 14 | 7  | 1  | 6  | 31 | 25 | 6   | 22  |
| 6 | Atlántico La Victoria  | 14 | 6  | 2  | 6  | 26 | 29 | -3  | 20  |
| 7 | La Trinidad            | 14 | 1  | 0  | 13 | 06 | 46 | -40 | 3   |
| 8 | Raul Leoni             | 14 | 1  | 0  | 13 | 07 | 79 | -71 | 3   |

| Apertura 2017          | FCF | LTR | ALV | EFJ | CCA  | RAL  | LAA | FUV |
| Fundación Caña Fistola | X   | 2-0 | 6-0 | 0-0 | 0-1  | 7-0  | 4-0 | 0-0 |
| La Trinidad            | 1-5 | X   | 0-2 | 0-9 | 1-2  | 3-0  | 0-3 | 0-4 |
| Atlántico La Victoria  | 2-2 | 5-1 | X   | 1-1 | 1-0  | 3-0  | 3-2 | 1-4 |
| E.F.A. Juan Arango     | 1-0 | 4-1 | 3-2 | X   | 3-0  | 12-0 | 2-1 | 0-0 |
| Club Campo Alegre      | 0-0 | 3-0 | 3-0 | 1-1 | X    | 4-0  | 2-0 | 4-3 |
| Raul Leoni             | 0-6 | 3-0 | 1-6 | 0-3 | 1-11 | X    | 1-3 | 0-8 |
| Lanceras de Apure      | 0-4 | 3-0 | 3-0 | 2-2 | 2-1  | 8-2  | X   | 3-1 |
| FUVECA                 | 1-3 | 3-0 | 3-1 | 3-2 | 4-1  | 3-0  | 3-0 | X   |

## Tercios Final
|  | Real Amistad | 1:2 | Margarita FC |             |             |
|  | 00'          |     | 00'          | Árbitro(s): | Árbitro(s): |

Clasificado: Margarita FC
|  | Fundación Cañafístola             | 2:2 (4:3 p.)               | Deportivo La Guaira               |             |             |
|  | 00'                               |                            | 00'                               | Árbitro(s): | Árbitro(s): |
|  |                                   | Tiros desde el punto penal |                                   |             |             |
|  | Acierto de penal · Fallo de penal |                            | Acierto de penal · Fallo de penal |             |             |

Clasificado: Fundación Cañafistola FC
|  | Fuceva1 | 1:2 | UCV Caracas |             |             |
|  | 00'     |     | 00'         | Árbitro(s): | Árbitro(s): |

Clasificado: UCV Caracas
|  | Deportivo Lara | 5:1 | Paso de las Negras |             |             |
|  | 00'            |     | 00'                | Árbitro(s): | Árbitro(s): |

Clasificado: Deportivo Lara
|  | Pablo Robledo                     | 4:4 (1:4 p.)               | Academia Puerto Cabello           |             |             |
|  | 00'                               |                            | 00'                               | Árbitro(s): | Árbitro(s): |
|  |                                   | Tiros desde el punto penal |                                   |             |             |
|  | Acierto de penal · Fallo de penal |                            | Acierto de penal · Fallo de penal |             |             |

Clasificados: Academia Puerto Cabello y Pablo Robledo como Mejor Perdedor, según Art. 19 Literal C, del Reglamento General de Competiciones

## Cuarto de Final
| de 2017, 00:00 | Fundación Cañafístola* | 1:2 | Deportivo Lara |             |             |
|                | 00'                    |     | 00'            | Árbitro(s): | Árbitro(s): |

Clasificado: Deportivo Lara
| de 2017, 00:00 | Pablo Robledo | 2:4 | Academia Puerto Cabello |             |             |
|                | 00'           |     | 00'                     | Árbitro(s): | Árbitro(s): |

Clasificado:Academia Puerto Cabello
| de 2017, 00:00 | UCV Caracas | 1:0 | Margarita FC |             |             |
|                | 00'         |     | 00'          | Árbitro(s): | Árbitro(s): |

Clasificado:UCV Caracas
(*) Clasifica como mejor perdedor

## Semifinal
| 5 de agosto de 2017 | UCV FC                | 1:3 (0:2) | Deportivo Lara                                                                 | Estadio Olímpico de la UCV, Distrito Capital, |             |
|                     | Crismar Ottamendi 52' | Reporte   | Micheel Baldadllo 16' · Leonela Pérez 49' · Génesis González (arq.) 89' (pen.) | Árbitro(s):                                   | Árbitro(s): |

Clasifica:Deportivo Lara
| 6 de agosto de 2017 | Academia Puerto Cabello                         | 3:0 (0:0) | Fundación Cañafístola | Ciudad Deportiva PCTQ, estado Carabobo., |             |
|                     | Dubraska Rivera 59' 75' · Luiselis González 90' |           |                       | Árbitro(s):                              | Árbitro(s): |

Clasifica:Academia Puerto Cabello

## Final
| 13 de agosto de 2017, 11:00 | Academia Puerto Cabello | 0:3 (0:0) | Deportivo Lara                                            | Complejo Deportivo Vistamar, Puerto Cabello |  |
|                             |                         | Reporte   | Micheel Baldallo 57' · Yuliany Goyo 64' · Emily Pérez 92' |                                             |  |

| 20 de agosto de 2017, 00:00 | Deportivo Lara                       | 2:0 (1:0) | Academia Puerto Cabello | Polideportivo Alquino Juárez, Cabudare |                           |
|                             | Kelys Morales 7' · Yulianny Goyo 56' | Reporte   |                         | Árbitro(s): Yordwin Silva              | Árbitro(s): Yordwin Silva |

| Campeón                                                      |
| Deportivo Lara Clasifica a competencias que anunciara la fvf |

## Clausura 2017
Resultados oficiales de la Liga Nacional de Fútbol Femenino de Venezuela 2017. de 23 de septiembre al 16 de diciembre

### Grupo Oriental
|   | Equipo                 | JJ | JG | JE | JP | GF | GC | DG | PTS |
| - | ---------------------- | -- | -- | -- | -- | -- | -- | -- | --- |
| 1 | Real Amistad FC        | 00 | 0  | 0  | 0  | 00 | 00 | 00 | 00  |
| 2 | Margarita FC           | 00 | 0  | 0  | 0  | 00 | 00 | 00 | 00  |
| 3 | Cacherosas FC          | 00 | 0  | 0  | 0  | 00 | 00 | 00 | 00  |
| 4 | Academia Hermanos Páez | 00 | 0  | 0  | 0  | 00 | 00 | 00 | 00  |
| 4 | Sulmona FC             | 00 | 0  | 0  | 0  | 00 | 00 | 00 | 00  |
| 6 | Academia Fariña        | 00 | 0  | 0  | 0  | 00 | 00 | 00 | 00  |
| 7 | Escuela Mejias         | 00 | 0  | 0  | 0  | 00 | 00 | 00 | 00  |

| Apertura 2017          | AFA | AHP | CFC | MRG | PAM | RAM | SUL |
| Academia Fariña        | X   |     |     |     |     |     |     |
| Academia Hermanos Páez |     | X   |     |     |     |     |     |
| Cacherosas FC          |     |     | X   |     |     |     |     |
| Margarita FC           |     |     |     | X   |     |     |     |
| Antonio Mejía          |     |     |     |     | X   |     |     |
| Real Amistad           |     |     |     |     |     | X   |     |
| Sulmona FC             |     |     |     |     |     |     | X   |

### Grupo Central I
|   | Equipo                    | JJ | JG | JE | JP | GF | GC | DG | PTS |
| - | ------------------------- | -- | -- | -- | -- | -- | -- | -- | --- |
| 1 | UCV FC                    | 00 | 0  | 0  | 0  | 00 | 00 | 00 | 00  |
| 2 | Deportivo La Guaira B     | 00 | 0  | 0  | 0  | 00 | 00 | 00 | 00  |
| 3 | Casa Portuguesa           | 00 | 0  | 0  | 0  | 00 | 00 | 00 | 00  |
| 4 | Atlético SC               | 00 | 0  | 0  | 0  | 00 | 00 | 00 | 00  |
| 5 | Macarao FC                | 00 | 0  | 0  | 0  | 00 | 00 | 00 | 00  |
| 6 | Instituto Pedagógico      | 00 | 0  | 0  | 0  | 00 | 00 | 00 | 00  |
| 7 | Centro Hispano Venezolano | 00 | 0  | 0  | 0  | 00 | 00 | 00 | 00  |

| Apertura 2017        | ASC | CPO | CHV | DLG | IPC | MCR | UCV |
| Atlético SC          | X   |     |     |     |     |     |     |
| Casa Portuguesa      |     | X   |     |     |     |     |     |
| Centro Hispano       |     |     | X   |     |     |     |     |
| Deportivo La Guaira  |     |     |     | X   |     |     |     |
| Instituto Pedagógico |     |     |     |     | X   |     |     |
| Macarao FC           |     |     |     |     |     | X   |     |
| UCV FC               |     |     |     |     |     |     | X   |

### Grupo Central II
|   | Equipo               | JJ | JG | JE | JP | GF | GC | DG | PTS |
| - | -------------------- | -- | -- | -- | -- | -- | -- | -- | --- |
| 1 | CD Paso Las Negras   | 00 | 0  | 0  | 0  | 00 | 00 | 00 | 00  |
| 2 | Pablo Robledo FC     | 00 | 0  | 0  | 0  | 00 | 00 | 00 | 00  |
| 3 | Atlético Yara        | 00 | 0  | 0  | 0  | 00 | 00 | 00 | 00  |
| 4 | Atlético Nirgua      | 00 | 0  | 0  | 0  | 00 | 00 | 00 | 00  |
| 5 | Real Deportivo Sucre | 00 | 0  | 0  | 0  | 00 | 00 | 00 | 00  |
| 6 | ACEFUT               | 00 | 0  | 0  | 0  | 00 | 00 | 00 | 00  |
| 7 | Deportivo Alianza    | 00 | 0  | 0  | 0  | 00 | 00 | 00 | 00  |

| Apertura 2017        | ACE | ANI | AYA | DAL | PRO | PLN | RDS |
| ACEFUT               | X   |     |     |     |     |     |     |
| Atlético Nirgua      |     | X   |     |     |     |     |     |
| Atlético Yara        |     |     | X   |     |     |     |     |
| Deportivo Alianza    |     |     |     | X   |     |     |     |
| Pablo Robledo FC     |     |     |     |     | X   |     |     |
| Paso Las Negras      |     |     |     |     |     | X   |     |
| Real Deportivo Sucre |     |     |     |     |     |     | X   |

### Grupo Centroccidental I
|   | Equipo                      | JJ | JG | JE | JP | GF | GC | DG | PTS |
| - | --------------------------- | -- | -- | -- | -- | -- | -- | -- | --- |
| 1 | Academia Puerto Cabello     | 00 | 0  | 0  | 0  | 00 | 00 | 00 | 00  |
| 2 | Deportivo Lara              | 00 | 0  | 0  | 0  | 00 | 00 | 00 | 00  |
| 3 | Melba Jauregí               | 00 | 0  | 0  | 0  | 00 | 00 | 00 | 00  |
| 4 | Atlético Guanare            | 00 | 0  | 0  | 0  | 00 | 00 | 00 | 00  |
| 5 | Heroínas de Falcón          | 00 | 0  | 0  | 0  | 00 | 00 | 00 | 00  |
| 6 | Máximo Viloria              | 00 | 0  | 0  | 0  | 00 | 00 | 00 | 00  |
| 0 | EF Granate Sport (Retirado) | 00 | 0  | 0  | 0  | 00 | 00 | 00 | 00  |

| Apertura 2017           | APC | AGU | LAR | HDF | GRS | MVI | MJA |
| Academia Puerto Cabello | X   |     |     |     |     |     |     |
| Atlético Guanare        |     | X   |     |     |     |     |     |
| Deportivo Lara          |     |     | X   |     |     |     |     |
| EF Granate Sport        |     |     |     | X   |     |     |     |
| Heroínas de Falcón      |     |     |     |     | X   |     |     |
| Máximo Viloria          |     |     |     |     |     | X   |     |
| Melba Jauregui          |     |     |     |     |     |     | X   |

### Grupo Centroccidental II
|   | Equipo                 | JJ | JG | JE | JP | GF | GC | DG | PTS |
| - | ---------------------- | -- | -- | -- | -- | -- | -- | -- | --- |
| 1 | Fundación Caña Fistola | 00 | 0  | 0  | 0  | 00 | 00 | 00 | 00  |
| 2 | FUFEM Aragua           | 00 | 0  | 0  | 0  | 00 | 00 | 00 | 00  |
| 3 | E.F.A. Juan Arango     | 00 | 0  | 0  | 0  | 00 | 00 | 00 | 00  |
| 4 | Club Campo Alegre      | 00 | 0  | 0  | 0  | 00 | 00 | 00 | 00  |
| 5 | Lanceras de Apure      | 00 | 0  | 0  | 0  | 00 | 00 | 00 | 00  |
| 6 | Atlántico La Victoria  | 00 | 0  | 0  | 0  | 00 | 00 | 00 | 00  |
| 7 | La Trinidad            | 00 | 0  | 0  | 0  | 00 | 00 | 00 | 00  |
| 8 | Raul Leoni             | 00 | 0  | 0  | 0  | 00 | 00 | 00 | 00  |

| Apertura 2017          | FCF | LTR | ALV | EFJ | CCA | RAL | LAA | FUV |
| Fundación Caña Fistola | X   |     |     |     |     |     |     |     |
| La Trinidad            |     | X   |     |     |     |     |     |     |
| Atlántico La Victoria  |     |     | X   |     |     |     |     |     |
| E.F.A. Juan Arango     |     |     |     | X   |     |     |     |     |
| Club Campo Alegre      |     |     |     |     | X   |     |     |     |
| Raul Leoni             |     |     |     |     |     | X   |     |     |
| Lanceras de Apure      |     |     |     |     |     |     | X   |     |
| FUVECA                 |     |     |     |     |     |     |     | X   |

## Octavos de final
| de 2017, 00:00 | Sulmona FC | 1:0 | Atlético SC |  |  |
|                | 00'        |     | 00'         |  |  |

Clasificado: Sulmona FC
| de 2017, 00:00 | Real Amistad | 3:0 | Acad. Fariñas |  |  |
|                | 00'          |     | 00'           |  |  |

Clasificado: Real Amistad
| de 2017, 00:00 | Deportivo La Guaira | 2:0 | Casa Portuguesa |  |  |
|                | 00'                 |     | 00'             |  |  |

Clasificado: Deportivo La Guaira
| de 2017, 00:00 | Juan Arango | 4:0 | UCV |  |  |
|                | 00'         |     | 00' |  |  |

Clasificado: Juan Arango
| de 2017, 00:00 | Real Deportivo Sucre | 4:1 | Atlético Yara |  |  |
|                | 00'                  |     | 00'           |  |  |

Clasificados: Real Deportivo Sucre
| de 2017, 00:00 | Deportivo Lara | 3:1 | Fuceva |  |  |
|                | 00'            |     | 00'    |  |  |

Clasificados: Deportivo Lara
| de 2017, 00:00 | Lanceras de Apure | 1:4 | Academia Puerto Cabello |  |  |
|                | 00'               |     | 00'                     |  |  |

Clasificados: Academia Puerto Cabello
| de 2017, 00:00 | Fundación Cañafístola |  | Melba Jáuregui |  |  |
|                | 00'                   |  | 00'            |  |  |

Clasificados: Fundación Cañafístola

## Cuarto de Final
| de 2017, 00:00 | Sulmona FC | 1:1 | Real Amistad |  |  |
|                | 00'        |     | 00'          |  |  |

| de 2017, 00:00 | Real Amistad | 0:0 | Sulmona FC |  |  |
|                | 00'          |     | 00'        |  |  |

Clasificado: Real Amistad
| de 2017, 00:00 | Juan Arango | 1:4 | Deportivo La Guaira |  |  |
|                | 00'         |     | 00'                 |  |  |

| de 2017, 00:00 | Deportivo La Guaira | 2:3 | Juan Arango |  |  |
|                | 00'                 |     | 00'         |  |  |

Clasificado: Deportivo La Guaira
| de 2017, 00:00 | Deportivo Lara | 4:0 | Real Deportivo Sucre |  |  |
|                | 00'            |     | 00'                  |  |  |

| de 2017, 00:00 | Real Deportivo Sucre | 0:0 | Deportivo Lara |  |  |
|                | 00'                  |     | 00'            |  |  |

Clasificado: Deportivo Lara
| de 2017, 00:00 | Fundación Cañafístola | 1:3 | Academia Puerto Cabello |  |  |
|                | 00'                   |     | 00'                     |  |  |

| de 2017, 00:00 | Academia Puerto Cabello | 0:0 | Fundación Cañafístola |  |  |
|                | 00'                     |     | 00'                   |  |  |

Clasificado: Academia Puerto Cabello

## Semifinal
| 6 de diciembre de 2017, 10:00 | Real Amistad | 0:0     | Deportivo La Guaira | Polideportivo San Tomé, El Tigre, estado Anzoátegui. |  |
|                               |              | Reporte |                     |                                                      |  |

| 8 de diciembre de 2017 | Deportivo La Guaira | 0:1 (0:1) | Real Amistad    | Complejo Deportivo Fray Luis, Las Mercedes, Caracas |  |
|                        |                     | Reporte   | Eliani Tovar 7' |                                                     |  |

Clasifica:
| 6 de diciembre de 2017, 11:00 | Deportivo Lara              | 1:0 (0:0) | Academia Puerto Cabello | El Cuadrito de Los Rastrojos, Cabudare |  |
|                               | Génesis Carrasco 55' (pen.) | Reporte   |                         |                                        |  |

| 8 de diciembre de 2017 | Academia Puerto Cabello | 1:4 | Deportivo Lara |  |  |
|                        | 00'                     |     | 00'            |  |  |

Clasifica:

## Final
| 16 de diciembre de 2017, 13:00 | Real Amistad     | 1:6 (1:2) | Deportivo Lara | Cocodrilos Sport Park, Caracas |                             |
|                                | Ysmeris Lara 16' | Reporte   | Génesis Carrasco 15' 37' · Erimar Rodríguez 70' · Katherine Rojas 77' · Yohasmary Sánchez 79' · Indira Estrada 87' | Árbitro(s): Leiny Rodríguez    | Árbitro(s): Leiny Rodríguez |

| Campeón                                                      |
| Deportivo Lara Clasifica a competencias que anunciara la fvf |

| Campeón                                                                     |
| Deportivo Lara Campeón absoluto por ganar torneo apertura y torneo clausura |